# 현명관
현명관(玄明官, 1941년 9월 2일 ~ , 제주도 성산면)은 대한민국의 전 기업인이자 공기업인이며, 2013년부터 2016년까지 한국마사회 회장을 역임했다.

## 출신 학교
- 제주동초등학교
- 제주제일중학교
- 서울고등학교
- 서울대학교 법학 학사
- 게이오기주쿠 대학 대학원 경제학 석사(1975년)

### 명예 박사 학위
- 제주대학교 명예 경영학박사(2002년)

## 주요 경력
- 1965년 : 행정고시 합격(제4회)
- 1968년 ~ 1978년 : 감사원 부감사관
- 1978년 : 전주제지 총무부장[1]
- 1980년 : 전주제지 관리부장[1]
- 1981년 : 호텔신라 이사(관리·총무 총괄)[1]
- 1984년 ~ 1988년 : 호텔신라 상무·전무[1]
- 1989년 ~ 1993년 : 호텔신라 대표이사 부사장·사장[1]
- 1991년 : 삼성시계 대표이사 사장
- 1993년 5월 ~ 1993년 10월 : 삼성건설 대표이사 사장
- 1993년 11월 ~ 1996년 12월 : 삼성그룹 비서실 비서실장
- 1997년 1월 ~ 1997년 8월 : 삼성물산 총괄대표 부회장
- 1997년 9월 ~ 2010년 3월 : 삼성물산 회장·상임고문
- 1999년 : 한일경제협회 부회장
- 2000년 : 대한상공회의소 부회장
- 2000년 : 삼성의료재단 이사장
- 2002년 : 삼성 일본담당 회장
- 2002년 : 삼성 라이온즈 구단주
- 2002년 : 신아시아경제연맹준비위원회 공동대표
- 2002년 : 제주국제자유도시개발센터 비상근이사
- 2003년 2월 ~ 2005년 2월 : 전국경제인연합회 상근부회장
- 2004년 : 대통령직속 동북아시대위원회 위원
- 2005년 : 제주국제자유도시추진위원회 위원
- 2006년 : 한국야구발전연구원 명예원장
- 2006년 : 한나라당 경제활성화대책특별위원회 위원장
- 2013년 4월 ~ 2013년 12월 : 사단법인 창조와 혁신 상임대표
- 2013년 12월 ~ 2016년 12월 : 한국마사회 회장(제34대)
- 서울대학교 총동창회 명예부회장
- 서울대학교 총동창회 고문
- 국민의힘

## 수상 경력
- 1991년 : 대통령표창 동탑산업훈장
- 1997년 : 체육훈장 백마장
- 1998년 : 제35회 무역의날 수출의 탑
- 1999년 : 한국전자상거래대상 우수상(종합쇼핑몰 부문)
- 2002년 : 제주상공대상 특별대상

## 저서
- 《아직 끝나지 않은 도전 - 현명관 자서전》(매일경제신문사, 2006년) ISBN 9788974423759

## 역대 선거 결과
| 선거명          | 직책명             | 대수           | 정당     | 득표율 | 득표수    | 결과 | 당락 |
| --------------- | ------------------ | -------------- | -------- | ------ | --------- | ---- | ---- |
| 제4회 지방 선거 | 제주특별자치도지사 | 1대 (민선 4기) | 한나라당 | 41.10% | 112,774표 | 2위  | 낙선 |
| 제5회 지방 선거 | 제주특별자치도지사 | 2대 (민선 5기) | 무소속   | 40.55% | 108,344표 | 2위  | 낙선 |